# Incaparina
La incaparina es una mezcla de harina de maíz y harina de soja fortificada con vitaminas y minerales utilizado como complemento alimenticio. Su composición también incluye vitaminas y minerales. Fue desarrollada en Guatemala en 1959 por el bioquímico guatemalteco Ricardo Bressani (1926-2015).

## Información nutricional
Una cucharada de incaparina (18.75 g) brinda 300 kJ (70 kcal).
Según la página oficial de Incaparina, una porción (18.75 g) posee:
- carbohidratos:
- proteína 4 g
- grasa total: 1 g
- grasa saturada: 0 g
- colesterol: 0 mg
- sodio: 0 mg

## Composición
- harina de maíz[1][2]
- harina de soja
- vitamina A
- vitamina B
- ácido fólico
- niacina
- hierro
- zinc

## Historia
Durante los años cincuenta, el INCAP (Instituto de Nutrición de Centroamérica y Panamá) inició una serie de investigaciones para aumentar la disponibilidad de proteínas a través del consumo de alimentos de origen vegetal. Se buscaba desarrollar un alimento que consistía en una mezcla vegetal a base de harina de maíz y harina de algodón, con proteínas de alto valor biológico comparable con la proteína de origen animal, teniendo un precio más accesible para las personas de escasos recursos.
A esta mezcla se le agregó una serie de vitaminas y minerales, particularmente vitamina A, calcio y riboflavina. Debido a la escasez del algodón, Incaparina fue reformulada hasta llegar a la mezcla actual de harina de maíz y harina de soja fortificada con vitaminas y minerales.
En 1959, el INCAP presentó el proyecto de la incaparina al consejo directivo de la corporación Castillo Hermanos para ofrecer una licencia de producción y distribución a largo plazo. El proyecto fue considerado de suma importancia como una solución integral al problema de malnutrición de la población guatemalteca.